# 格林縣 (維吉尼亞州)
格林縣（英語：Greene County）是美國維吉尼亞州中北部的一個縣。面積407平方公里。根據美國2000年人口普查，共有人口15,244人。縣治斯塔納茲維爾 (Stanardsville)。
成立於1838年。縣名紀念美國獨立戰爭將領納薩尼爾·葛林 (Nathanael Greene)。